# شانه (بدن)

تصویر شماتیک از مفصل شانه انسان

شانه (به انگلیسی: Shoulder) بخشی از اندام فوقانی بدن است.

## ناحیه‌های شانه
شانه از لحاظ موضع‌شناسی به چهار ناحیه تقسیم شده است:
1. زیربغلی (آگزیلاری)
2. سینه‌ای (پکتورال)
3. کتفی (اسکاپولار)
4. دالی (دلتوئید)

## مفاصل ناحیه شانه
شانه سه مفصل دارد مفصل گلنوهومرال (مفصل بازو)، مفصل آکرومیوکلاویکولار (کتف و ترقوه) و مفصل استرنوکلاویکولار (ترقوه و جناغ). دو استخوان اصلی شانه کتف و ترقوه هستند. ترقوه استخوانی دراز است که همراه با استخوان کتف، کمربند شانه‌ای را تشکیل می‌دهند.

## استخوان کتف
- استخوان میان دو دوش (به انگلیسی: Scapula) یا استخوان کتف: استخوان مابین هر دو دوش که آن را به عربی کتف گویند. استخوان منتهای دست متصل بگردن که الفاظ دیگرش دوش و کت است. هر یک از دو پارهٔ بالایین پشت و این غیردوش است چه دوش منکب است. دو قطعه استخوان است سه گوش پهن و نازک که در بالا و عقب قفسهٔ سینه قرار دارد تقریباً بین اولین و هشتمین دنده واقع شده کنار داخلی آن در حدود شش الی هفت سانتیمتر از تیزی تیرهٔ پشت فاصله دارد.

این استخوان دارای دو سطح عقبی و جلوئی و سه کنار داخلی و خارجی و فوقانی و سه زاویهٔ خارجی و پایینی و بالایی می‌باشد. سطح خلفی کاملاً محدب است و در حد فاصل بین یکربع فوقانی و سه ربع تحتانی آن تیغهٔ استخوانی که عمود بر آن است قرار دارد. باید دانست که این تیغه به عقب و بالا و خارج متوجه‌است و آن را خار کتف می‌نامند، که در عرض استخوان از کنار داخلی شروع شده و در قسمت خارجی به زائدهٔ اخرمی منتهی می‌شود؛ و اما سطح قدامی یا حفرهٔ تحت کتفی گود و دارای خطوط برجسته مایلی است که از کنار داخلی به زاویهٔ خارجی متوجه می‌باشد در روی این سطح عضلهٔ تحت کتفی می‌چسبد و خطوط مذکور چسبندگی عضله را به استخوان تقویت می‌کند. در کنار داخلی این ناحیه دو سطح سه گوش یکی در بالا و دیگری در پایین دیده می‌شود که رشته‌های ماهیچه دندانه‌ای بزرگ روی آنها می‌چسبد. اما کنار داخلی که کنار شوکی نیز نامیده می‌شود سه چهارم آن مستقیم و یک چهارم بالایی آن بطرف خارج خم می‌شود ولی کنار فوقانی نازک و تیز است و در انتهای خارجی آن بریدگی هلالی است بنام بریدگی غرابی.

## محتویات حفره زیربغلی

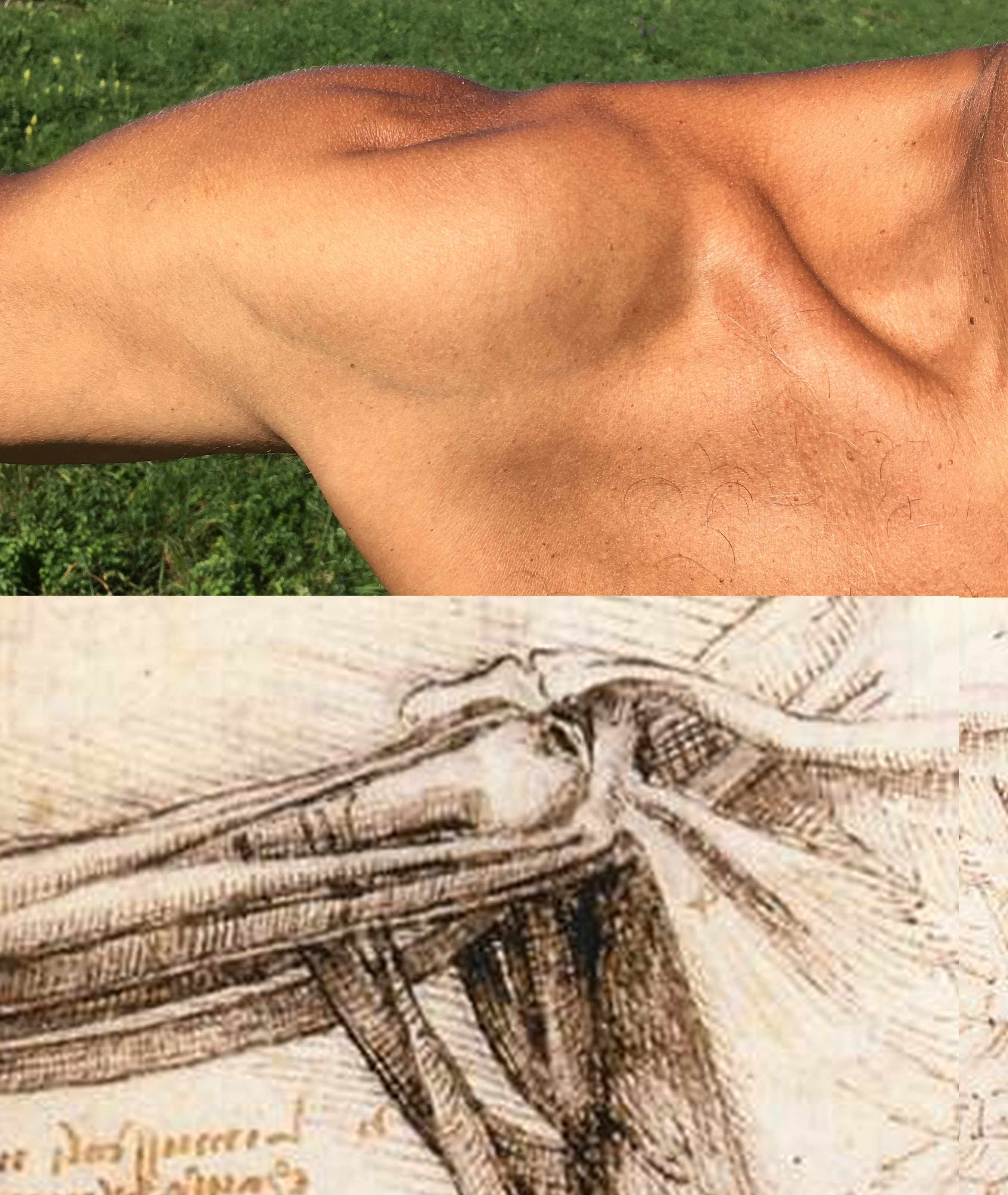
تصویر (بالا) از شانه راست یک مرد و ناحیه ای به سمت گردن، که با اثری از لئوناردو داوینچی در تاریخ 1510 یا 1511 همگام شده است: "لئوناردو داوینچی - مطالعات تشریحی شانه"

در این حفره سرخرگ زیربغلی (شریان آگزیلاری) و سیاهرگ زیربغلی، شبکه عصبی بازویی و عقده‌های لنفاوی و مقداری بافت چربی وجود دارد.
ناحیه زیربغلی بین انتهای فوقانی بازو و بخش بالایی سطح خارجی سینه است که دارای ۴ جدار قدامی، خلفی، داخلی و خارجی می‌باشد. قاعده ناحیه زیربغلی کمی گود بوده و با نیام زیربغلی (Axillary fascia) اشغال می‌شود. دو طرف آن از کنار تحتانی ماهیچه سینه‌ای بزرگ (پکتورالیس ماژور) تا ماهیچه پشتی بزرگ (لاتیسیموس دورسی) است.
راس این ناحیه آگزیلا را به ناحیه گردن ارتباط می‌دهد. در جلوی آن استخوان ترقوه قرار دارد. در عقب آن کنار فوقانی کتف قرار دارد و داخل آن از کنار خارجی دنده اول است.